# Ford Galaxy
Ford Galaxy — автомобіль класу мінівен, що виробляються компанією Ford з середини 1995 року. Спочатку був майже ідентичним моделям Volkswagen Sharan і SEAT Alhambra.

## Перше покоління (WGR) (1995-2000)

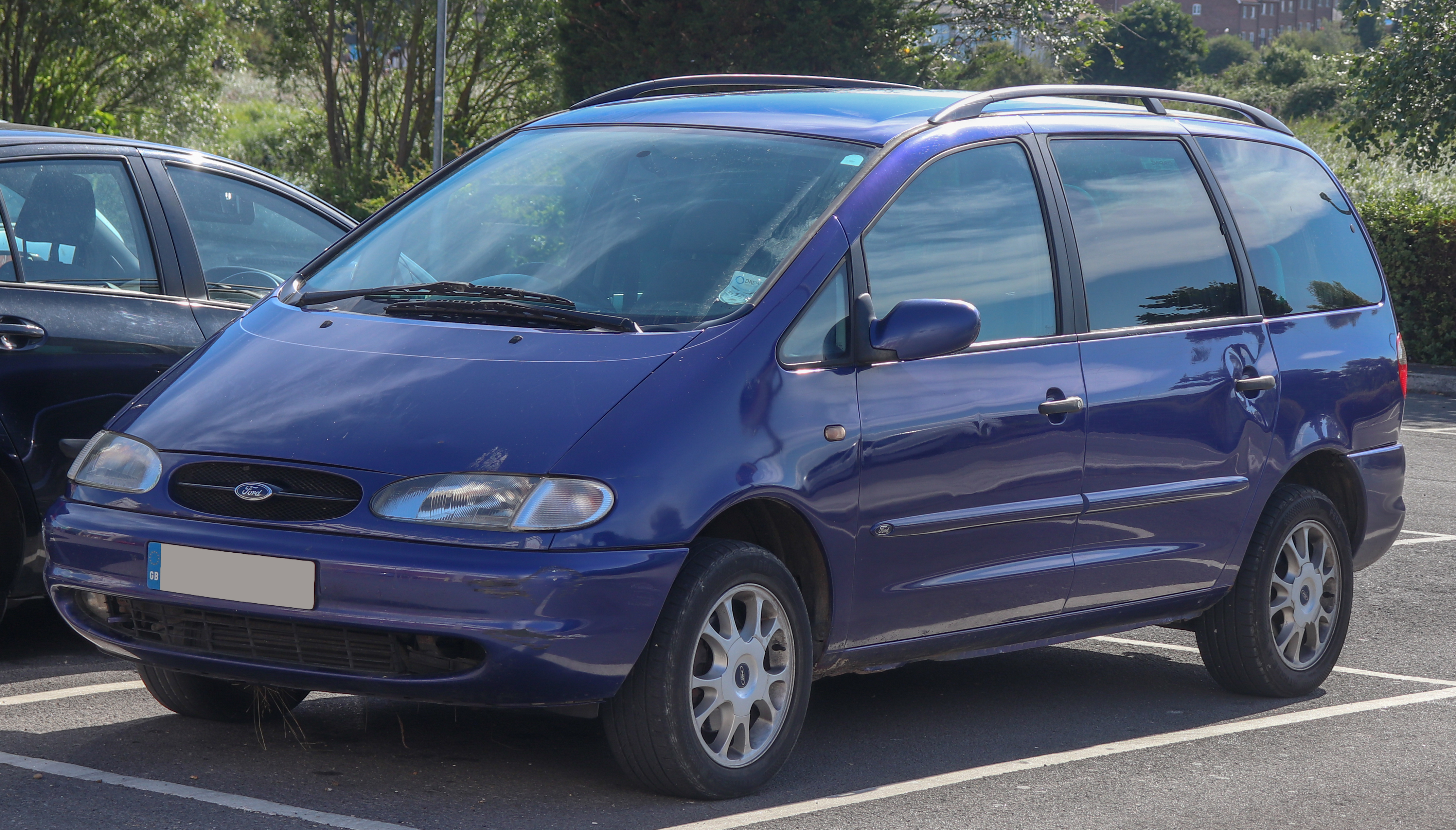
Ford Galaxy першого покоління (1995-2000)

Ford Galaxy першого покоління був розроблений спільно з концерном Volkswagen AG, і з травня 1995 року вироблявся разом з VW Sharan на спільному підприємстві AutoEuropa, розташованому у Памела Португалія. В 1996 році на заводі почалося виробництво SEAT Alhambra. Всі три моделі були розроблені на одній базі, у них була схожа форма кузова, відрізнялися вони між собою лише незначними деталями екстер'єру, а Ford Galaxy — ще й дизайном інтер'єру.
Перше покоління Galaxy компектувалися двигунами, розробленими Volkswagen Group. Спочатку це були 2,8 літровий бензиновий VR6 з топової версії Volkswagen Golf, та 1,9 літровий Turbocharged Direct Injection (TDI). Тільки 2,0 літровий бензиновий двигун був власної розробки Ford  - Ford I4 DOHC. Роком пізніше автомобілі стали комплектувати також 2,3 літровим 16-клапанним двигуном, яким компектувався також Ford Scorpio.
Автомобілі Galaxy випускались у трьох модифікаціях: Aspen, Ghia та GLX. З 1999 року Ford запустив нову лінійку компектацій:  LX та Zetec,  які змінили Aspen та GLX відповідно.
Після розбіжностей, що виникли між компаніями Ford і Volkswagen, в 1998 році Ford продав свою частку в VW Autoeuropa і почав розробляти нову модель.

### Фейсліфтинг 2000

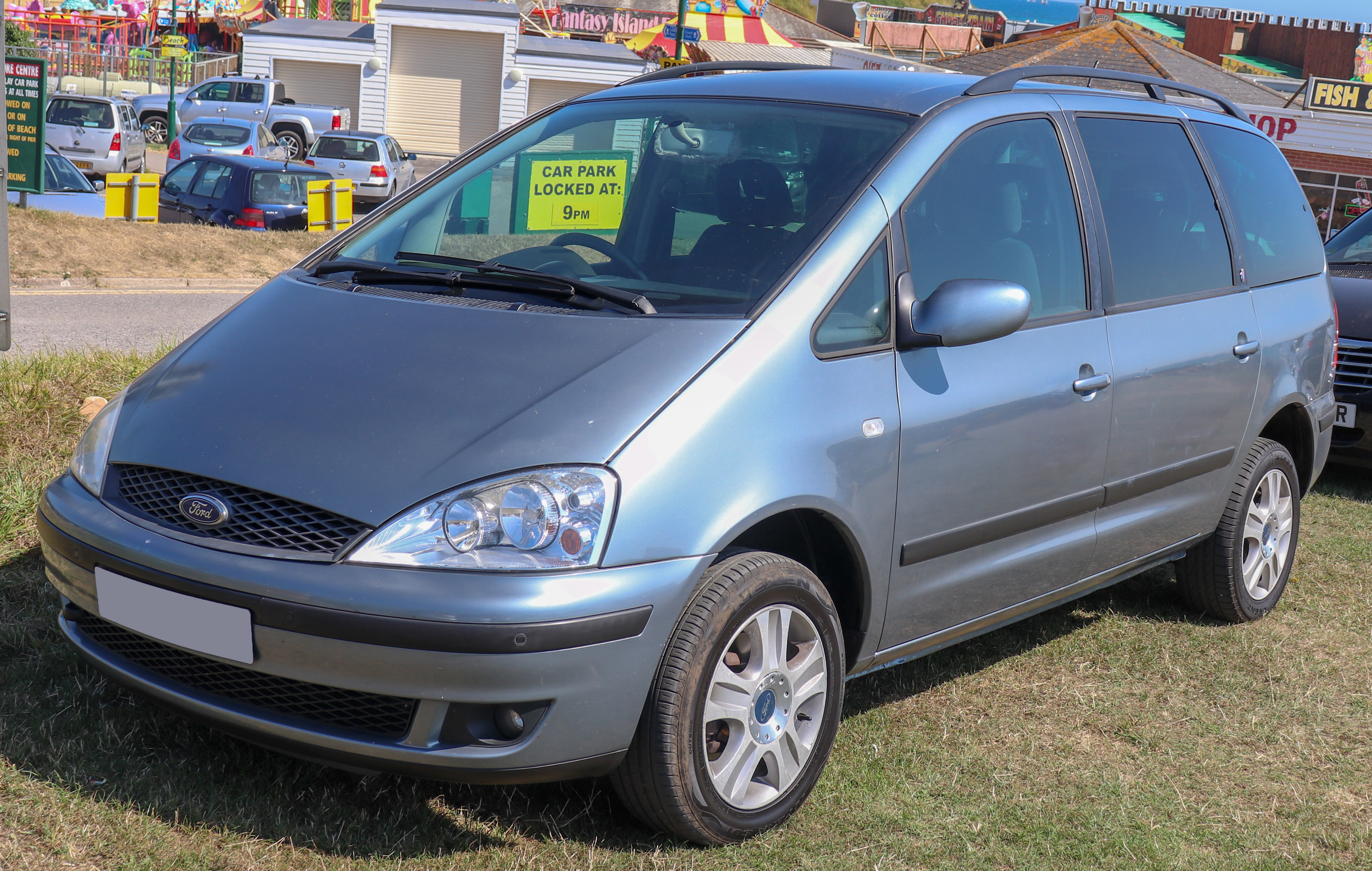
Ford Galaxy другого покоління (2000-2006)

У червні 2000 року модель Galaxy була істотно модернізована. Його зовнішній вигляд був виконаний з урахуванням інших моделей Ford в стилі нового дизайну Edge, він отримав оновлену передню частину, у салоні з'явились високоякісні матеріали, такі як у Ford Mondeo третього покоління. Ford Galaxy встановив новий стандарт якості та технологічності для мінівенів.
Крім того, нові двигуни були доступні у всьому діапазоні потужності: новий 24v VR6 з VW Group в Pumpe-Düse (PD) 90 к.с.(67 кВт) (тільки на моделі LX), а також 115 к.с.(86 кВт), 130 к.с.(97 кВт) і 150 к.с.(112 кВт). Автомобілі комплектувались шестиступінчатою механічною коробкою передач, чотириступінчатою автоматичною коробкою з можливістю ручного керування та п'ятиступінчатою автоматичною коробкою передач (тільки на 115 к.с. (85 кВт)).
Ford Galaxy був доступний у 3 комплектаціях: LX, Zetec і Ghia. LX був бюджетною версією, Zetec спортивною, а Ghia — преміум-компектацією.
До лютого 2006 року, Galaxy від імені Ford виготовляло підприємство VW Autoeuropa, тоді як Sharan в кінці осені 2004 року отримав другу підтяжку обличчя і був замінений тільки у вересні 2010 року.

### Двигуни
Бензинові:
- 2.0i DOHC I4 115 к.с.
- 2.3i DOHC I4 140/145 к.с.
- 2.8i VR6 174 к.с.
- 2.8i DOHC VR6 204 к.с.

дизельні:
- 1.9 TDI I4 90-150 к.с.

## Друге покоління (WA6) (2006-2015)
Ford Galaxy другого покоління був представлений на Женевському автосалоні 2006 року і червні він надійшов у продаж. Це перше покоління, яке самостійно розроблене спеціалістами Ford. Для виробництва мінівена побудовано завод в бельгійському місті Генк. У той же час на тій же платформі представлений дещо менший п'ятимісний (семимісний як опція) мінівен S-MAX, який також виготовляється в Бельгії. Galaxy разом з S-MAX є першою моделлю, виконаною в новому кінетичному дизайні, який вперше представлений на концепт-карі Ford Iosis. Ford Galaxy третього покоління став на 18 сантиметрів довший ніж попередня модель. Особливістю моделі є те, що у автомобілі відсутнє запасне колесо.

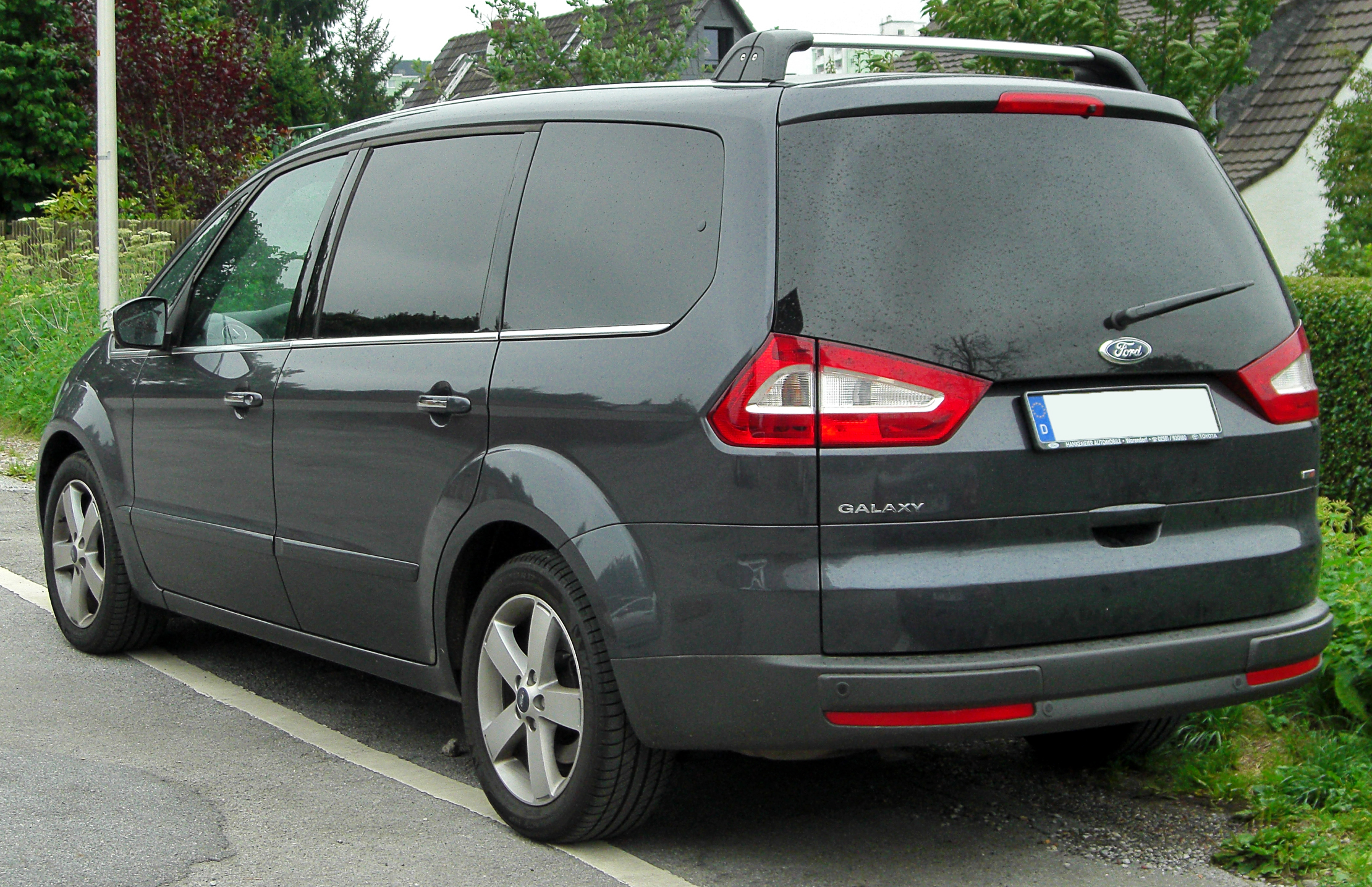
Ford Galaxy третього покоління (2006-2010)
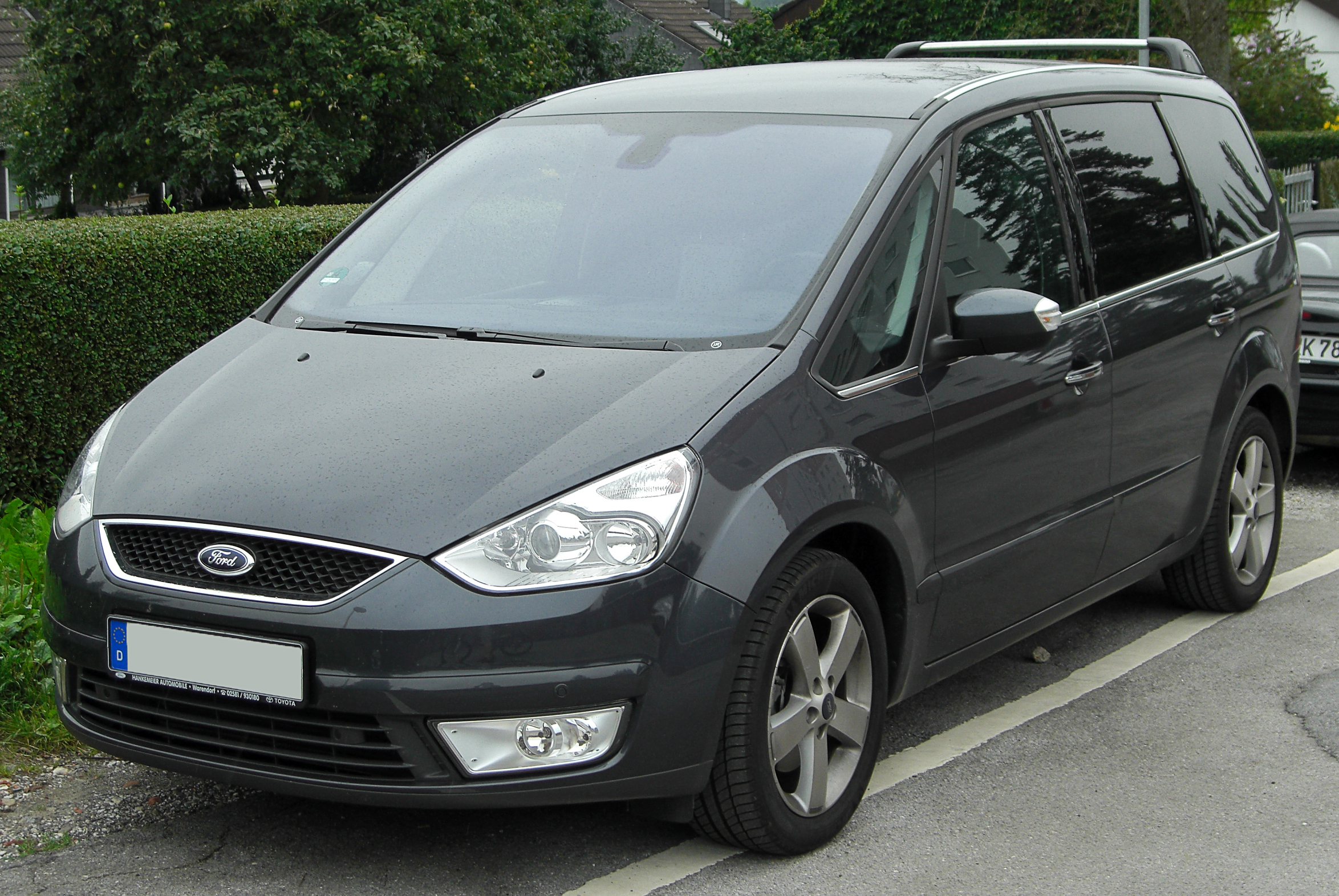
Ford Galaxy третього покоління (2006-2010)

### Рестайлінг 2010
У травні 2010 року Ford Galaxy третього покоління отримав підтяжку обличчя. Зовні відбулися тільки незначні зміни, автомобіль отримав злегка змінену кришку двигуна і нові сріблясті релінги на даху, задні ліхтарі виконані за LED технологією. Galaxy пропонується в трьох лініях виконання: Trend, Ghia і Titanium.
На початок 2013 року в Україні Ford Galaxy компектується такими двигунами:

### Двигуни
Бензинові:
- EcoBoost 1,6л.(160 к.с., 118 кВт)
- EcoBoost 2,0л.(203 к.с., 149 кВт)
- Duratec 2,0л.(145 к.с., 107 кВт)
- Duratec 2,3л.(161 к.с., 118 кВт)

Дизельні:
- Duratorq TDCi 1,6л.(115 к.с., 85 кВт)
- Duratorq TDCi 1.8л.(125 к.с., 92 кВт)
- Duratorq TDCi 2,0л.(140 к.с., 103 кВт)
- Duratorq TDCi 2,0л.(163 к.с., 120 кВт)
- Duratorq TDCi 2,2л.(200 к.с., 147 кВт)

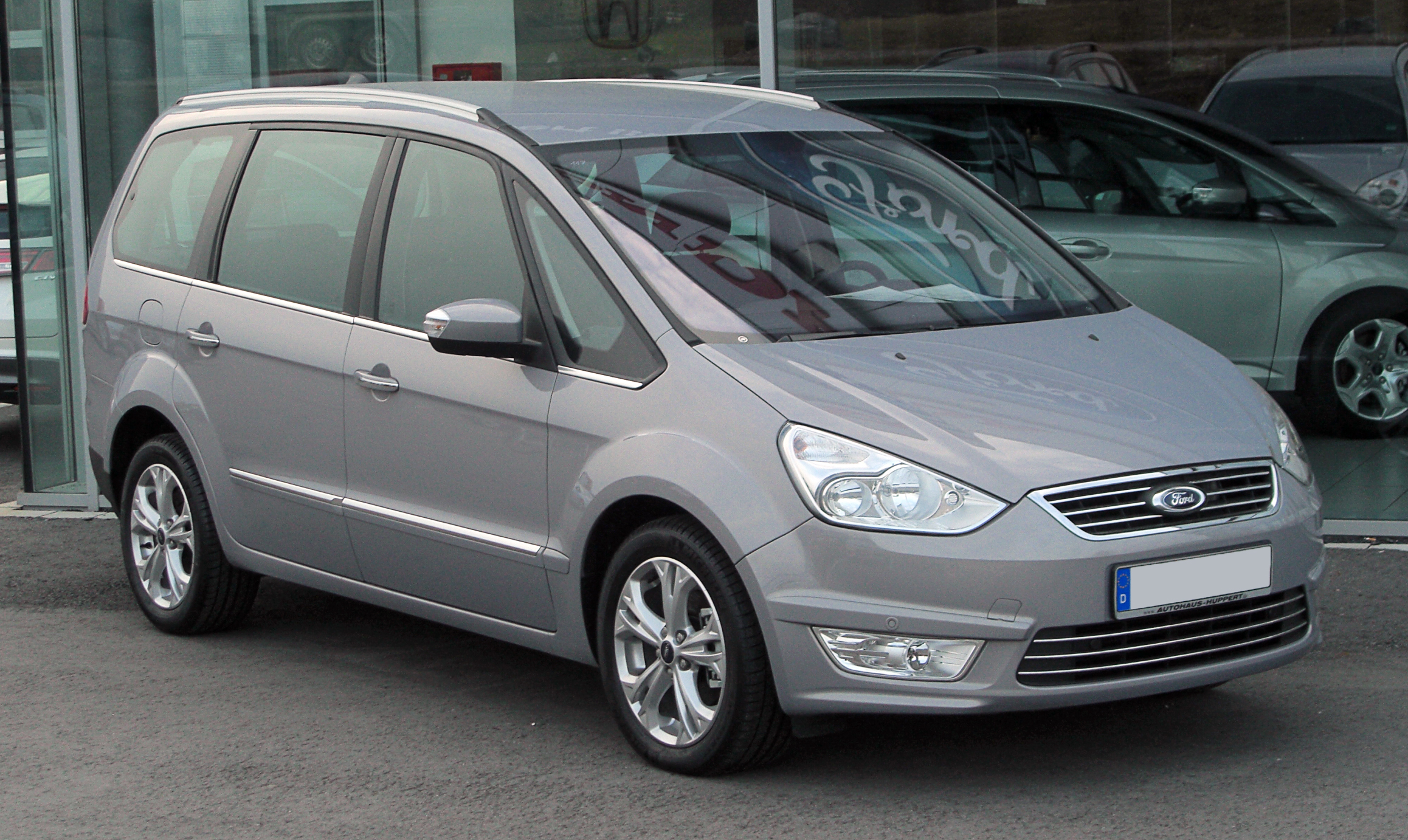
Ford Galaxy третього покоління (з 2010)
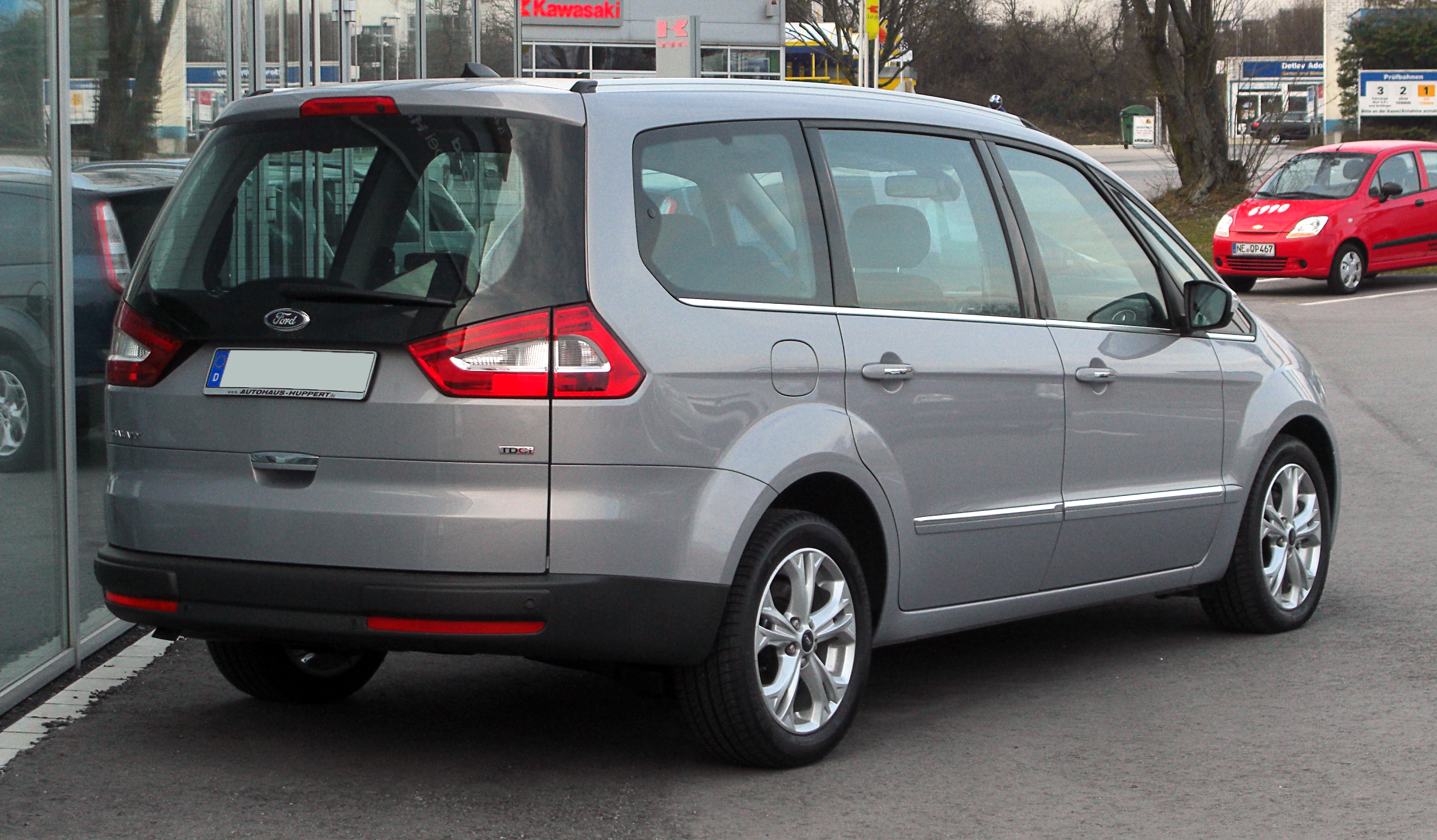
Ford Galaxy третього покоління (з 2010)

## Третє покоління (2015-2023)

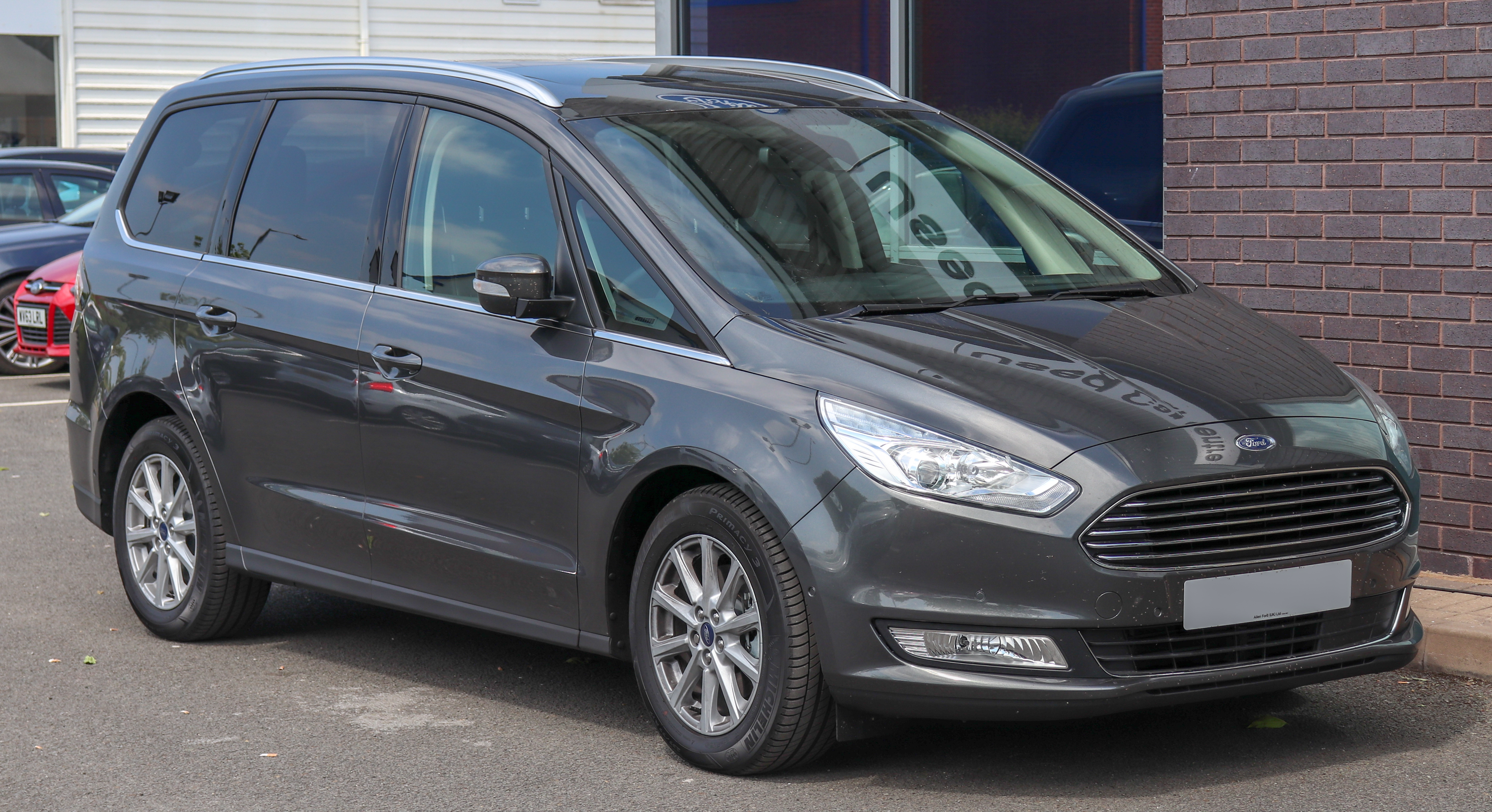
Ford Galaxy III

У квітні 2015 компанія Ford представила новий мінівен Galaxy третього покоління, який являє собою практичну семимісну модифікацію моделі S-Max II, що дебютувала восени у 2014-му на автосалоні в Парижі.
Ford Galaxy має таку ж платформу, як і модель Mondeo 5, а його екстер'єр виділяється новенькою шестикутною решіткою радіатора, а також новою світлотехнікою. У стандартну комплектацію автомобіля входить: 8,0-дюймовий сенсорний екран, DAB радіо, AUX і USB порт, Bluetooth, слот для SD карт, вісім динаміків, супутникова навігація і багатофункціональне рульове колесо. Для автомобіля доступні два різновиди бензинових двигунів з турбонаддувом - 1,5-літровий, потужністю 159 кінських сил, і 2,0-літровий, потужністю 238 к.с.Значно більшою популярністю користуються дизельні двигуни TDCI, потужністю 149 кінських сил і 110 кінських сил.

### Двигуни
Бензинові:
- 1.5 L EcoBoost turbo I4
- 2.0 L EcoBoost turbo I4

Дизельні:
- 2.0 L Duratorq TDCi I4
- 2.0 L EcoBlue TDCi I4
- 2.0 L EcoBlue twin-turbo I4

## Нагороди
Британський журнал Professional Driver [Архівовано 2 лютого 2013 у Wayback Machine.] визнав Ford Galaxy модель Titanium X автомобілем 2012 року у класі MPV.